# Nevafilm
Nevafilm (cyr. Невафильм) – rosyjskie przedsiębiorstwo zajmujące się produkcją filmową, funkcjonujące od 1992 r. Firma zajmuje się m.in. postprodukcją audio-wideo, w której zakres wchodzi dubbing filmów obcojęzycznych. Dysponuje studiami dźwiękowymi zlokalizowanymi w Moskwie i Sankt Petersburgu, a także w Kijowie.
Siedziba firmy mieści się w Sankt Petersburgu.